# 三一商事事件
三一商事事件（さんいちしょうじじけん）は、日本の刑事訴訟。1956年の起訴から判決まで25年を要した長期裁判として知られる。

## 経緯
岩手県盛岡市に本店があった三一商事と同社代表取締役Xは、1952年度に315万9160円を、1953年度に481万4300円について、架空人名義の無記名定期預金をするなどの操作をして、それぞれ法人税を脱税したとして1956年4月30日付で盛岡地方検察庁に起訴された。
会社には法人格の実態があったが、所得は会社のものか個人のものか無記名定期預金が全て被告Xのものだったか等が争われたが、盛岡地検が国税局からの告発を受けて捜査に乗り出したのは1952年度分の法人税脱税案件について3年間の公訴時効が切れる寸前で、急遽起訴した形跡があり、そのために1959年に起訴状の中身を変更したり、本来は初公判で検察側が行う冒頭陳述も1962年5月になってようやくまとまる等のため、本格審理に入れなかった。
その結果、1981年まで25年間の長期審理となり、審理期間に証人延べ127人、証拠物件309点、裁判官の交代16回、主任検察官の交代12回を数えた。被告Xは逮捕されてから39日間拘置されており、その後の25年間は保釈中の身分のままであった。
1981年3月に盛岡地検は三一商事に罰金800万円、Xに懲役10カ月を求刑した。弁護側は、裁判の長期化は検察官の異常な準備期間設定や延べ5年余りに及んだ裁判所の更新手続きが原因で日本国憲法第37条にある迅速な裁判の保障規定に違反するとして、公訴棄却を求めていた。
1981年10月30日に盛岡地方裁判所は「犯罪の証明が不十分、長い時間が経過して財産の帰属がはっきりしない点が多い」として三一商事とXに無罪判決を言い渡した。また弁護側が求めていた公訴棄却については「証拠など未整理のまま公判に移ったことにある。弁護人も不必要と思われる求釈明を繰り返したことにも一因がある。」と裁判長期化に検察側の責任とともに被告と弁護側にも責任があることを指摘し、被告や弁護側にも審理遅延の原因があったことから憲法が規定する迅速な裁判を受ける権利の保障は及ばないとして公訴棄却を退けた。
この裁判は被告が逃亡する等で審理が中断したケースを除けば、25年間の審理は一審としては日本最長となった。